# Instituto del Buen Pastor

El Instituto del Buen Pastor (en latín: Institutum a Bono Pastore) es una sociedad de vida apostólica de derecho pontificio de la Iglesia católica, compuesto por sacerdotes en plena comunión con la Santa Sede. El Instituto del Buen Pastor usa exclusivamente la forma tridentina del rito romano como en los libros litúrgicos en uso en 1962.

## Antecedentes

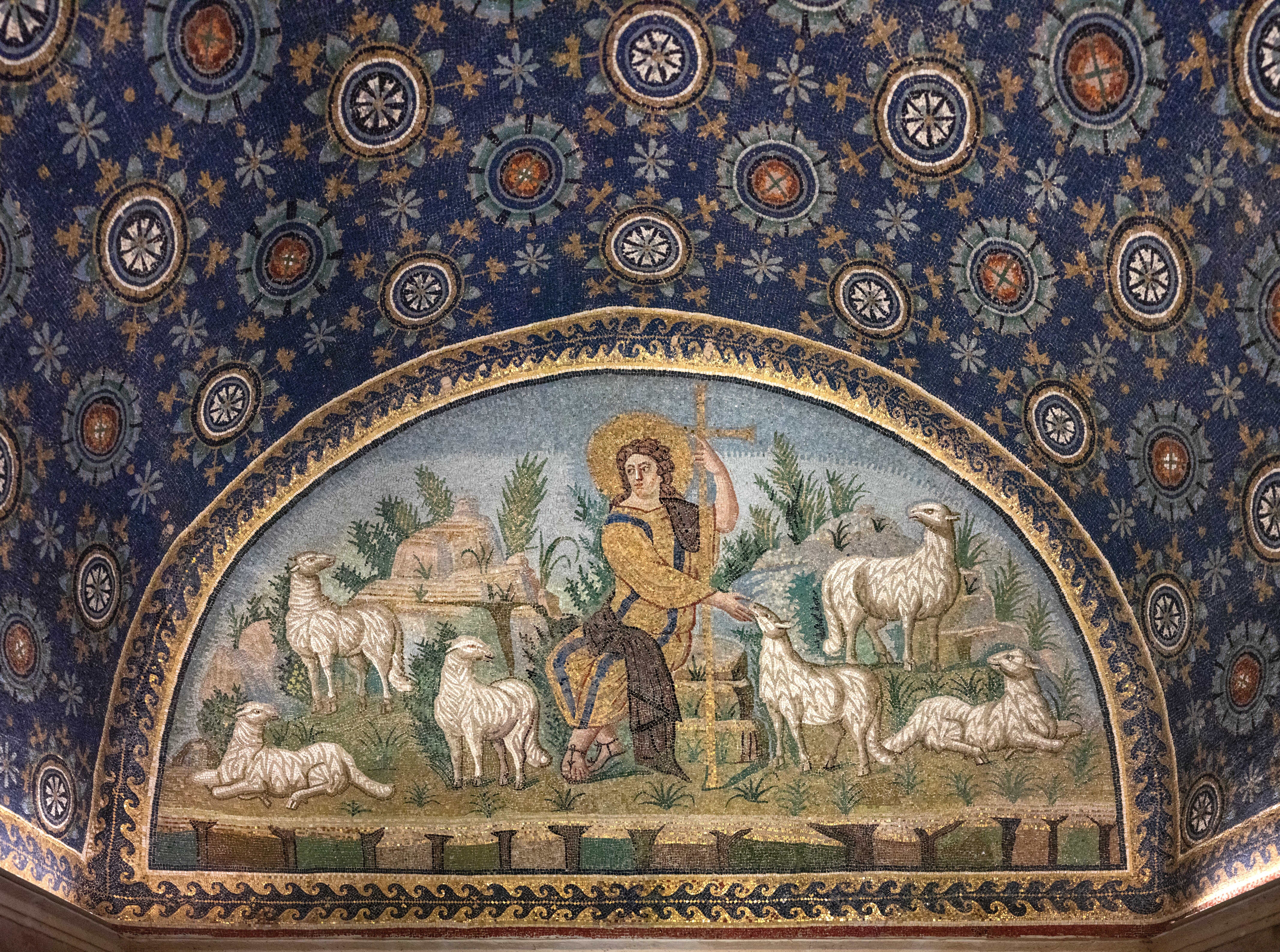
Jesús, el Buen Pastor, mosaico en Rávena.

El Padre Paul Aulagnier, quien fuera el superior provincial de la Fraternidad Sacerdotal San Pío X en Francia desde 1976 hasta 1994 fue expulsado en el 2003 por haber hablado a favor del acuerdo alcanzado en el 2002 entre la Santa Sede y los sacerdotes de Campos, Brasil, quienes formaron la Administración Apostólica Personal de San Juan María Vianney. Estos sacerdotes estaban autorizados a usar la forma tridentina del rito romano bajo la condición de reconocer el Concilio Vaticano II "a la luz de la Tradición" y la validez de la Misa revisada después del Concilio Vaticano II. 
En agosto de 2004, el Padre Philippe Laguérie fue expulsado de la misma Fraternidad por haberse quejado de que la misma sufría el serio problema de estar disuadiendo las vocaciones sacerdotales en sus seminarios. Como medida disciplinaria, fue transferido a México, pero él se rehusó.
Durante muchos años, el Padre Laguérie estuvo a cargo de la iglesia de Saint-Nicolas-du-Chardonnet en París, Francia, ocupada por católicos tradicionalistas desde 1977. En 1993, trató de tomarse otra iglesia parisina, la de Saint-Germain-l'Auxerrois. En enero de 2002, logró ocupar la iglesia de Saint-Eloi en Burdeos, obteniendo la aprobación del consejo de la ciudad, mas no la del arzobispado.
El Padre Christophe Héry fue expulsado por apoyar al Padre Laguérie, al igual que el padre Guillaume de Tanoüarn. Este último fue el fundador de la asociación de Saint-Marcel y del Centre Saint-Paul en París.

## Fundación del Instituto
Habiendo todos ellos decidido embarcarse en un nuevo rumbo (mientras, al menos según uno de ellos, siguiendo como miembro de la Fraternidad Sacerdotal San Pío X). El 8 de septiembre de 2006, en la fiesta litúrgica del Nacimiento de Nuestra Señora, junto con el Padre Henri Forestier, presente en Burdeos, formaron el Instituto del Buen Pastor, una sociedad de vida apostólica en comunión plena con la Santa Sede. Varios seminaristas se unieron a la nueva fraternidad, algunos de ellos próximos a su ordenación; el cardenal Darío Castrillón Hoyos, quien firmó el decreto de aprobación de los estatutos del Instituto en forma experimental por cinco años, prometió ordenarlos él mismo.
El Padre Laguérie declaró, en marzo del 2006, que un acuerdo con la Santa Sede era requerido por la misma constitución de la Iglesia, y pidió a sus fieles que tomaran nota de los signos de buena voluntad de parte de Roma y de su intención de poner fin a las "locuras" doctrinales y los escándalos ocurridos en el período comprendido entre 1960 y el 2000. Se refirió a un discurso dado por el Santo Padre Benedicto XVI a la Curia Romana como una condenación del "espíritu del Concilio" como un pretexto para excesos.

### Acuerdo con la Santa Sede
La Santa Sede otorgó a los miembros del nuevo instituto el uso, como el uso propio del instituto, de la forma tridentina del rito romano, empleando el Misal Romano de 1962, así como los demás libros litúrgicos de esa época. Por su parte, cada uno de los miembros fundadores tomó personalmente la tarea de respetar el Magisterio auténtico de la Sede Apostólica con "fidelidad completa al Magisterio infalible de la Iglesia" Los miembros del instituto pueden ejercer una crítica seria y constructiva del Concilio Vaticano II, reconociendo que su interpretación auténtica pertenece a la Santa Sede.

### Distrito de Latinoamérica
Según el sitio web del Distrito de Latinoamérica del Instituto, en el año 2006, varios sacerdotes originarios de América Latina en Santiago de Chile y en Bogotá, Colombia se juntaron a los fundadores y comenzaron sus apostolados bajo la dirección del padre Rafael Navas, primer superior del Instituto del Buen Pastor en América Latina. Más tarde se abrieron nuevas casas en Brasil, fruto de las ordenaciones de jóvenes sacerdotes brasileños, totalmente formados en el seminario del Instituto en Courtalain, Francia: Padre Daniel Pinheiro, que fue acogido en la Arquidiócesis de Brasilia en el año 2012 y los padres Renato Coelho y Luiz Pasquotto, acogidos en la arquidiócesis de San Pablo en el año 2013.
En febrero del año 2014, el Reverendísimo Padre Matthieu Raffray Bolívar fue nombrado superior del distrito, para organizar el trabajo pastoral de los sacerdotes de acuerdo con los obispos locales para coordinar el proyecto de un futuro desarrollo del Instituto en América Latina.

#### Situación actual
Actualmente (2021), el Distrito cuenta con 15 sacerdotes, que residen en cuatro casas, en Bogotá, Brasilia, Belém y San Pablo, y a partir de las cuales se atienden regularmente diferentes lugares de apostolado, por ejemplo Curitiba (Brasil), Recife (Brasil) y Costa Rica. . En Colombia hay una casa en la Arquidiócesis de Bogotá. En Costa Rica tiene lugar apostolado.
En Brasil hay casas en Brasilia, Belém, Curitiba y San Pablo, y apostolados en Recife, Santarém, Florianópolis y Porto Alegre
En Colombia el 3 de diciembre del año 2010, SER Mons Rubén Darío Salazar Gómez, Arzobispo de Bogotá, autorizó al Instituto a establecer en la diócesis un oratorio público dedicado a Nuestra Señora del Perpetuo Socorro. La casa cuenta con cuatro sacerdotes.
El motu proprio Traditionis custodes del 16 de julio de 2021 declaró que es de la exclusiva competencia del obispo diocesano autorizar el uso del Missale Romanum de 1962 en la diócesis, siguiendo las orientaciones de la Sede Apostólica. No obstante, el mismo papa decretó que la Fraternidad Sacerdotal de San Pedro podía usar los libros litúrgicos vigente en 1962 por formar parte de su carisma, facultad extendible también al Instituto del Buen Pastor.